# Pungoteague, Virginia
Pungoteague, Virginia (енгл. Pungoteague) насељено је место без административног статуса у америчкој савезној држави Вирџинија.

## Демографија
По попису из 2010. године број становника је 347.
| Група             | 2000.    | 2010.       |
| Белци             | 0 (0,0%) | 215 (62,0%) |
| Афроамериканци    | 0 (0,0%) | 117 (33,7%) |
| Азијати           | 0 (0,0%) | 0 (0,0%)    |
| Хиспаноамериканци | 0 (0,0%) | 7 (2,0%)    |
| Укупно            | 0        | 347         |